# 若松有次郎
若松 有次郎（わかまつ ゆうじろう、1897年（明治30年）2月1日 - 1977年（昭和52年）3月23日）は、日本の陸軍軍人、獣医師。最終階級は陸軍獣医少将。旧姓・池田。

## 経歴
香川県出身。農業・池田仲三郎の息子として生まれ、官吏・若松八郎の養子となる。慶應義塾普通部、第七高等学校造士館を経て、1922年（大正11年）4月、東京帝国大学農学部獣医学科を卒業。同年7月、二等獣医に任官し騎兵第13連隊付となる。1924年（大正13年）11月、サガレン州派遣軍軍政部付となり、電信第1連隊付を経て、1926年（大正15年）3月、一等獣医に昇進し騎兵第12連隊付となる。
1928年（昭和3年）4月、東京大学伝染病研究所員に就任し、陸軍士官学校付兼馬術教官、ドイツ駐在、陸軍獣医学校防疫学教官を務め、1934年（昭和9年）8月、三等獣医正に進級した。1937年（昭和12年）7月、陸軍省兵務局馬政課員に転じ、同年8月、獣医中佐に昇進した。獣医学校研究部長を経て、1941年（昭和16年）1月、第13軍獣医部長に発令され日中戦争に出征。同年8月、獣医大佐に昇進した。1942年（昭和17年）7月、関東軍軍馬防疫廠長に発令され満州に赴任。1945年（昭和20年）6月、獣医少将に進み終戦を迎えた。同年11月に復員した。1947年（昭和22年）11月28日、公職追放仮指定を受けた。
その後、日本医薬工場長を務めた。

## 親族
- 弟 池田仲雄（陸軍少佐）[1]